# سامانه استدلال
در فناوری اطلاعات سامانهٔ استدلال یا سیستم استدلال خودکار، یک سیستم نرم‌افزاری است که از دانش در دسترس، با استفاده از تکنیک‌های منطقی مانند استدلال استنتاجی و استقراء، نتیجه تولید می‌کند. سامانهٔ استدلال نقش مهمی در پیاده‌سازی هوش مصنوعی و سامانه‌های دانش-بنیان دارد.
با استفاده از تعریف عبارت. تمام سیستم‌های کامپیوتری سیستم‌های استدلالی هستند که در همه آن‌ها به‌طور خودکار با تصمیم‌گیری منطقی. در استفاده از فناوری اطلاعات در این زمینه محسوب می‌شود. برای مثال برای سیستم‌های که نسبتاً ساده‌اند انواع استدلال مانند محاسبه مالیات بر فروش یا تخفیف مشتری استفاده می‌شود در مورد یک تشخیص پزشکی یا قضیه ریاضی از ساخت منطقی استنتاج استفاده می‌شود. استدلال سیستم‌های آمده در دو حالت: تعاملی و پردازش دسته‌ای‌اند. سیستم‌های تعاملی ایجاد رابط با کاربر با پرسش روشن یا در غیر این صورت اجازه می‌دهد تا کاربر به راهنمای استدلال رجوع کند. امکان اینکه پردازش دسته‌ای سیستم در تمام اطلاعات موجود و تولید بهترین پاسخ وجود دارد بدون بازخورد کاربر یا راهنمایی آن ممکن است.
استدلال سیستم از یک میدان گسترده‌ای از نرم‌افزار ساخته شده‌است که شامل برنامه‌ریزی‌های کسب و کار. کار پردازش حل مسئلههای پیچیده پردازش رویدادهای تشخیص نفوذ با predictive analytics های رباتیک با بینایی کامپیوتر و پردازش زبان طبیعی است.

## تاریخچه
اولین استدلال سیستم قضیه provers است که نشان دهنده بدیهیات و اظهارات در منطق مرتبه اول است و سپس با استفاده از قواعد منطق مانند modus ponens برای پی بردن به اظهارات جدید بکار برده می‌شود. یکی دیگر از مشکلات نوع استدلال سیستم بود که به‌طور کلی حل شود. به‌طور کلی مشکل این سیستم حل طراحی‌هایی که توسط Newell و سیمون انجام شده بوده‌است؛ که راه حل آن اقدام به ارائه عمومی برنامه‌ریزی موتور است که می‌تواند نشان دهنده و حل مشکلات ساختار باشد. آن‌ها با تجزیه مشکلات به اجزا کوچکتر و قابل کنترل تر و مونتاژ جزئی تر. کار را ساده کردند، که می‌توان گفت پاسخ نهایی است؛ و با حل اکثر مشکلات خانواده‌های بزرگی از سیستم شروع به رشد کردند.
در عمل قضیه provers و این مشکل به‌طور کلی حل شد و به ندرت برای برنامه‌های کاربردی و تخصصی مورد نیاز کاربران با آگاهی از منطق به استفاده از اولین کاربرد عملی استدلال خودکار به وجود آمد کارشناس سیستم‌های خیلی متمرکز به تعریف دامنه‌ای از مشکل که به جای تلاش برای پیاده‌سازی طیف گسترده‌ای از عبارات منطقی آن‌ها باید بر اجرای روش-ponens تمرکز کرد. تمرکز بر روی یک دامنه خاص اجازه می‌دهد تنها با زیر مجموعه محدود منجر به بهبود عملکرد منطق این سیستم نسبت به سیستم‌های استدلال خودکار قبلی می‌شود. موتور مورد استفاده که به صورت خودکار. استدلال در سیستم‌های خبره را انجام می‌دهد به‌طور معمول به نام استنتاج موتور نام‌گزاری شده؛ که به‌طور معمول به نام قضیه خودکار.
با افزایش محبوبیت سیستم‌های جدید بسیاری از استدلال انواع خودکار به کار گرفته شد منجر به مشکلات متنوع در دولت و صنعت شد. برخی مانند case-based reasoning شدند که شاخه‌ای از سیستم‌های خبره پژوهش است. دیگران مانند محدودیت رضایت الگوریتم نیز متأثر از زمینه‌ها مانند تصمیم‌گیری فناوری و برنامه‌ریزی خطی اند و همچنین یک رویکرد کاملاً متفاوت و نه بر اساس استدلال نمادین اما در یک connectionist مدل نیز بسیار سازنده است. این نوع دوم از استدلال خودکار است به خصوص مناسب برای الگوی تطبیق و سیگنال تشخیص انواع مشکلات مانند متن جستجو و در صورت تطبیق است.

## استفاده از منطق
اصطلاح استدلال سیستم می‌تواند مورد استفاده قرار گیرد در مورد هر نوع تصمیم‌گیری پیچیده یا توسط مناطق خاص که در ادامه توضیح داده خواهد شد. شایع‌ترین استفاده از سیستم استدلال کامپیوتراست که نماینده‌ای از منطق است. منطق‌های مختلف پیاده‌سازی شده تنوع قابل توجهی امانند سیستم‌های منطق و تشریفات. بسیاری از سیستم استدلال که پیاده‌سازی تغییرات حساب گزاره‌ای و نمادین (گزاره)که از نظر منطق نشان می‌دهد. این تغییرات ممکن است با ریاضی دقیق نمایندگی رسمی سیستم‌های منطقی (به عنوان مثال FOL) یا تمدید و هیبرید نسخه از این سیستم (به عنوان مثال مؤدب منطق). امکان در پیاده‌سازی منطق‌های اضافی نوع (به عنوان مثال معینبا deonticهای زمانی منطق) در سیستم استدلال ممکن است. بسیاری از استدلال پیاده‌سازی سیستم‌های مبهم و نیمه رسمی به تقریب رسمیت شناخته شده‌است. سیستم منطق این سیستم به‌طور معمول پشتیبانی کاری از انواع رویه و نیمه-تعریف تکنیک‌های به منظور مدل‌های مختلف استراتژی استدلال را بر عهده دارد
بسیاری از استدلال سیستم استخدام استدلال استقرایی به رسم استنتاج در دسترس دانش است. این استنتاج موتورهای پشتیبانی استدلالی هستند که به جلو یا رو به عقب برای پی بردن به نتیجه‌گیری از طریق وضع مقدم استدلال می‌کنند. این استدلال بازگشتی روش استخدام نامیده می‌شوند 'به جلو زنجیرهای «و»عقب مانده زنجیری'بود. اگر چه استدلال سیستم به‌طور گسترده‌ای پشتیبانی از استنتاج قیاسی در برخی از سیستم‌های استخدام abductive سلفیهای defeasible و انواع دیگر از استدلال است. ابتکارات نیز ممکن است به کار برای تعیین راه حل‌های قابل قبول به مشکلات مقاوماست.

## استدلال تحت عدم قطعیت
بسیاری از استدلال ارائه قابلیت سیستم برای استدلال تحت عدم قطعیتاست. این مهم است که ساختمان استدلال عواملی است که باید در مقابله با نامشخصاتی از جهان باشد. چندین روش رایج برای رسیدگی به عدم قطعیت است. این شامل استفاده از یقین عوامل احتمالی به عنوان روش bayesian یا Dempster–Shafer theoryچند ارزش ('فازی'), منطق‌های مختلف و connectionist روش است.

## انواع استدلال سیستم
این بخش ایجاد غیر جامع و غیررسمی طبقه‌بندی از انواع شایع استدلال سیستم می‌کند. این دسته‌بندی‌ها هستند و نه مطلق هست. آن‌ها با هم همپوشانی که دارند به درجه قابل توجهی و به اشتراک‌گذاری تعدادی از روش‌ها و الگوریتم‌های می‌رسد.

### محدودیت solvers
حل محدودیت ر مشکلات (CSPs). محدودیت‌های برنامه‌نویسی یک محدودیت و یک بیماری است که باید راه حل برای مشکل پیدا شود. محدودیت‌های تعریف شده اعلانی و کاربردی به متغیرهای داخل با توجه به دامنه. محدودیت حل استفاده از جستجوهای پس گرد و محدودیت انتشار تکنیک‌هایی برای پیدا کردن راه حل و تعیین راه حل مطلوب استفاده شود. استخدام فرم خطی و غیر خطی برنامه‌نویسی ممکن است اغلب برای انجام بهینه‌سازی در درون بسیار ترکیبیاتی مشکل فضاهای استفاده شود. برای مثال آن‌ها ممکن است مورد استفاده برای محاسبه بهینه برنامه‌ریزی و طراحی کارآمد مدارهای یکپارچه یا به حداکثر رساندن بهره‌وری در فرایند تولید بکار برده شود.

### قضیه provers
قضیه provers استفاده از استدلال خودکار تکنیک برای تعیین اثبات قضایای ریاضی است؛ که ممکن است به منظور بررسی اثبات استفاده قرار گیرد. در علاوه برنامه‌های کاربردی معمولی از قضیه provers می‌توان از تأیید صحت مدارهای یکپارچه، نرم‌افزار، طرح‌های مهندسی، استفاده کرد

### منطق برنامه
منطق برنامه (LPs) نرم‌افزار برنامه‌های نوشته شده با استفاده از زبان‌های برنامه‌نویسی که شکل‌های هندسی اولیه و عبارات ارائه خدمات مستقیم به نمایندگی از سازه‌های کشیده شده از منطق ریاضی است. یک مثال از یک منظوره منطق زبان برنامه‌نویسی Prolog. LPs نمایندگی مستقیم نرم‌افزار از منطق برنامه‌نویسی برای حل مشکلات است. منطق برنامه‌نویسی است که از ویژگی‌های بسیار اعلانی روش مبتنی بر منطق صوری و دارای کاربرد گسترده‌ای در بسیاری از رشته‌ها است.

### حکومت موتورهای
حکومت موتورهای نشان دهنده منطق شرطی به عنوان قوانین گسسته‌است؛ که از مجموعه‌ای از قانون‌ها اداره می‌شود و اعمال می‌شود به‌طور جداگانه به قابلیت دیگر آن‌ها کاربرد گسترده‌ای در بسیاری از حوزه‌ها دارد. بسیاری از حکومت موتورهای اجرای استدلال قابلیت‌های. یک روش معمول را داراست که پیاده‌سازی سیستم‌های تولید برای حمایت از جلو یا رو به عقب زنجیری را داراست؛ که به هر قاعده ('تولید') متصل می‌شود و یک رابطه از گزاره بند به یک لیست از اقدامات اجرایی است. اگر این اقدامات حذف یا تغییر هر گونه حقایق یا دفاع از حقایق جدید در موتور بلافاصله محاسبه دوباره مجموعه‌ای از مسابقات است. حکومت موتورهایی هستند که به‌طور گسترده‌ای استفاده می‌شود به مدل و اعمال قوانین کسب و کاربرای کنترل و تصمیم‌گیری در فرایندهای خودکار و به اجرای کسب و کار و ویژگی‌های سیاست امورد استفاده است.

### قیاسی طبقه‌بندی
قیاسی طبقه به وجود آمد و کمی بعد از حکومت مبتنی بر سیستم و یک جزء از یک نوع جدید از هوش مصنوعی است که دانش نمایندگی ابزار شناخته شده به عنوان قاب زبان. یک قاب زبان توصیف مشکل دامنه به عنوان یک مجموعه‌ای از کلاس‌های مشتق و روابط میان طبقات است. آن است که شبیه به شی گرا، بر خلاف شی گرا مدل‌های این قاب زبان رسمی معانی بر اساس منطق مرتبه اول است. از این معانی به ارائه ورودی به قیاسی طبقه‌بندی استفاده می‌شود. طبقه‌بندی به نوبه خود می‌تواند تجزیه و تحلیل داده (شناخته شده به عنوان یک هستی‌شناسی) و تعیین اگر روابط مختلف شرح داده شده در این مدل سازگار هستند. اگر هستی‌شناسی است که مطابق طبقه‌بندی برجسته اعلامیه که متناقض هستند. اگر هستی‌شناسی است که مطابق طبقه‌بندی می‌دهند بیشتر استدلال و قرعه کشی‌های اضافی نتیجه‌گیری در مورد روابط اشیاء در هستی‌شناسی. برای مثال ممکن است تعیین کند که یک شی است که در واقع یک زیرگروه یا instance از کلاس‌های اضافی به عنوان کسانی که شرح داده شده توسط کاربر. طبقه‌بندی هستند مهم فناوری در تجزیه و تحلیل هستی‌شناسی مورد استفاده برای توصیف مدل در وب معناییاست.

### یادگیری ماشین و سیستم
یادگیری ماشین. سیستم تکامل و رفتار خود در طول زمان بر اساس تجربهاست. این ممکن است شامل استدلال بیش از مشاهده وقایع یا به عنوان مثال داده‌های ارائه شده برای اهداف آموزشی. برای مثال یادگیری ماشین سیستم ممکن است استفاده از استقرا به تولید فرضیه برای مشاهده حقایق است. آموزش سیستم‌های جستجو به صورت کلی قوانین یا توابع است که نتایج عملکرد با مشاهدات و سپس با استفاده از این تعمیم به کنترل رفتار آینده است.

### Case-based reasoning سیستم
((Case-based reasoning (CBR) سیستم‌های که ارائه راه حل برای مشکلات با تجزیه و تحلیل شباهت به دیگر مشکلات است که برای آن راه حل‌های شناخته شده در حال حاضر وجود دارد. آن‌ها با استفاده از آنالوگ استدلال برای پی بردن به راه حل‌های مبتنی بر مورد تاریخ. CBR سیستم معمولاً استفاده می‌شود .ویژگی‌های پشتیبانی و مرکز تماس حالات و برنامه‌های کاربردی درساخت‌های صنعتی و کشاورزی و بسیاری از مناطق دیگر.

### رویه استدلال سیستم
یک رویه استدلال سیستم (PRS) با استفاده از استدلال تکنیک‌های انتخاب برنامه از یک رویه دانش پایه است؛ که هر طرح نشان دهنده یک دوره از عمل برای دستیابی به یک هدف است؛ و این که پیاده‌سازی PRS یک باوراست. استدلال بیش از حقایق ('باورهای') برای انتخاب برنامه‌های مناسب ('اهداف') با توجه به اهداف ('خواسته') شده. در برنامه‌های کاربردی معمولی از PRS شامل مدیریت نظارت و تشخیص خطا در سیستم‌ها است.